# Верблянська сільська рада
Верблянська сільська рада — колишній орган місцевого самоврядування у Яворівському районі Львівської області. Адміністративний центр — село Вербляни.

## Загальні відомості
Верблянська сільська рада утворена в 1913 році.
Територією ради протікають річки Біла, Бистра.

## Населені пункти
Сільській раді були підпорядковані населені пункти:
- с. Вербляни
- с. Гораєць
- с. Дацьки
- с. Дебрі
- с. Калитяки
- с. Коти
- с. Пазиняки
- с. Пісоцький
- с. Хляни
- с. Ціпівки

## Склад ради
Рада складалася з 20 депутатів та голови.

### Керівний склад попередніх скликань
| ПІБ                          | Основні відомості                                                                          | Дата обрання | Дата звільнення |
| ---------------------------- | ------------------------------------------------------------------------------------------ | ------------ | --------------- |
| Мацелюх Володимир Михайлович | Сільський голова, 1968 року народження, освіта вища, безпартійний                          | 26.03.2006   | 31.10.2010      |
| Мацелюх Володимир Михайлович | Сільський голова, 1968 року народження, освіта вища, член політичної партії «Наша Україна» | 31.10.2010   |                 |

Примітка: таблиця складена за даними джерела